# Hebenstretia minutiflora
Hebenstretia minutiflora är en flenörtsväxtart som beskrevs av Robert Allen Rolfe. Hebenstretia minutiflora ingår i släktet gatörter, och familjen flenörtsväxter. Inga underarter finns listade i Catalogue of Life.